# OK TV
OK TV también conocido como Okey TV fue un canal musical peruano operado por RadioCorp, lanzado el 6 de enero de 2003 y cerrado el 18 de noviembre de 2006. Fue competidor directo de Uranio TV.

## Historia
El 6 de enero de 2003 fue lanzando OK TV, administrado por Ricardo Belmont Vallarino, hijo del fundador de Canal 11 Ricardo Belmont Cassinelli, a través de su empresa RadioCorp, cuyo contenido íntegro era de videos musicales variados.
Es en esta etapa, es donde el canal 11 inicio de transmisiones en sonido estereofónico y renovó sus equipos de estudio.
A partir de 2004 comienza la participación de animadores como Juliet Alegría. Además de la participación del público a través de los mensajes de texto. Incluyeron en sus especiales a la banda Líbido para su especial acústico, cuya dinámicas se realizó en un concurso en el mismo 2004 para elegir el catálogo de discos a interpretar. Además que se realizaron eventos musicales de rock con la participación de Amén, Mar de Copas, Gian Marco, Zen, entre otros.
A pesar de que el canal fue uno de los más queridos en Lima, e incluso lo denominaban el «MTV peruano» por presentar la escena local antes de exportar a la cadena estadounidense, carecía de anunciantes, lo que llevó a su fin. El 18 de noviembre de 2006 se denominó solamente Canal 11, hasta que el 22 de diciembre de 2006 fue relanzado RBC Televisión, dejando de administrar Radiocorp.

## Eslóganes
- 2003: Otro Plan
- 2003-2005: Vive en tu música
- 2005: El canal de la juventud
- 2005-2006: Es más